# Colo Colo Zaragoza
El Colo Colo Zaragoza, por razones de patrocinio Entrerrios Zaragoza, es un club de fútbol sala fundado en 1971 en Zaragoza, España. Actualmente juega en Segunda División.

## Historia
Se funda en 1971, inicialmente como club de fútbol. Compitiendo en regional y en categorías de base. El nombre es en referencia al club chileno Colo-Colo. En 1979 es creado el equipo de fútbol sala, que finalmente ante el interés mayoritario de los jugadores convertiría al Colo en un club de este deporte.
Luego de muchas temporadas en Tercera División, en la temporada 2011-2012, Colo Colo subía por primera vez en su historia a 
Segunda División B. Consagrándose campeón de esa categoría en la campaña 2014-2015, perdiendo el playoff de ascenso frente a Cidade de Narón. En la temporada 2016-2017 sería nuevamente campeón y nuevamente cae en el playoff ante CFS Bisontes Castellón.
Finalmente en la temporada 2017-2018, el Colo venció en el playoff al Manresa por un global de 11-8 (5-5 en la ida y 6-3 en la vuelta), y se lograba el ascenso a Segunda División.
En su primera temporada en la categoría finaliza en la décima posición.

## Palmarés
- Segunda División B (3): (2014-15), (2016-17), (2017-18)